# Randy Gilhen
Randy Gilhen (né le 13 juin 1963 à Deux-Ponts en Allemagne) est un joueur professionnel de hockey sur glace en Amérique du Nord. Natif de l'Allemagne, il grandit au Canada et obtient ainsi la nationalité canadienne.

## Carrière en club
Il commence sa carrière en 1979-80 dans la Ligue de hockey de l'Ouest (LHOu) en jouant pour les Blades de Saskatoon et en 1982 il participe au repêchage d'entrée de la Ligue nationale de hockey. Les Whalers de Hartford le choisissent en sixième ronde et il joue deux matchs dans la LNH de la saison 1982-1983. 
Par la suite, le centre jouera dans des ligues mineures (WHL, Ligue internationale de hockey, Ligue américaine de hockey) avant de regouter à la LNH en 1987-1988 avec les Jets de Winnipeg. Deux saisons plus tard, il gagne enfin sa place et devient titulaire de l'équipe.
En 1989-1990, il rejoint les Penguins de Pittsburgh et gagne la Coupe Stanley avec l'équipe 1990-1991 des Penguins. Lors du second match de la série contre les Capitals de Washington, il inscrit le but de l’égalisation. Alors qu'il reste un peu plus de quatre minutes dans le match et les Penguins obtiennent une pénalité différée, donnant l’occasion à Barrasso de quitter les buts et d’être remplacé par un attaquant supplémentaire.  Sans que personne lui donne l’ordre de le faire, Gilhen rentre alors sur la glace pour être cet attaquant, reçoit le palet et inscrit le but du 6-6 pour les Penguins. Par la suite, le match ira en prolongation et sera remporté par les Penguins. Le lendemain, Johnson félicite Gilhen pour son but tout en lui précisant que si l’occasion se représentait, il serait mal avisé de retourner sur la glace sans avoir été clairement appelé par un responsable de l’équipe.
Il quitte la franchise et rejoint par la suite les équipes des Kings de Los Angeles, des Rangers de New York, du Lightning de Tampa Bay et des Panthers de la Floride avant de rejoindre le club qui lui a donné le premier une place dans la LNH : les Jets. Il aura été sélectionné pour deux repêchages d'expansion : en 1991 et zn 1993. En 1997-98, il met fin à sa carrière après deux saisons dans la Ligue internationale de hockey en jouant pour les Moose du Manitoba (aujourd'hui franchise de la LAH).

## Statistiques
Pour les significations des abréviations, voir Statistiques du hockey sur glace.
| Saison     | Équipe                     | Ligue      |     | Saison régulière | Saison régulière | Saison régulière | Saison régulière | Saison régulière |    | Séries éliminatoires | Séries éliminatoires | Séries éliminatoires | Séries éliminatoires | Séries éliminatoires |
| Saison     | Équipe                     | Ligue      | PJ  | B                | A                | Pts              | Pun              | PJ               | B  | A                    | Pts                  | Pun                  |                      |                      |
| 1979-1980  | Saskatoon Junior           | LHJS       |     |                  |                  |                  |                  |                  |    |                      |                      |                      |                      |                      |
| 1979-1980  | Blades de Saskatoon        | LHOu       | 9   | 2                | 2                | 4                | 20               |                  |    |                      |                      |                      |                      |                      |
| 1980-1981  | Blades de Saskatoon        | LHOu       | 68  | 10               | 5                | 15               | 154              |                  |    |                      |                      |                      |                      |                      |
| 1981-1982  | Blades de Saskatoon        | LHOu       | 25  | 15               | 9                | 24               | 45               |                  |    |                      |                      |                      |                      |                      |
| 1981-1982  | Warriors de Winnipeg       | LHOu       | 36  | 26               | 28               | 54               | 42               |                  |    |                      |                      |                      |                      |                      |
| 1982-1983  | Whalers de Hartford        | LNH        | 2   | 0                | 1                | 1                | 0                |                  |    |                      |                      |                      |                      |                      |
| 1982-1983  | Warriors de Winnipeg       | LHOu       | 71  | 57               | 44               | 101              | 84               | 3                | 2  | 2                    | 4                    | 0                    |                      |                      |
| 1982-1983  | Whalers de Binghamton      | LAH        |     |                  |                  |                  | --               | 5                | 2  | 0                    | 2                    | 2                    |                      |                      |
| 1983-1984  | Whalers de Binghamton      | LAH        | 73  | 8                | 12               | 20               | 72               |                  |    |                      |                      |                      |                      |                      |
| 1984-1985  | Golden Eagles de Salt Lake | LIH        | 57  | 20               | 20               | 40               | 28               |                  |    |                      |                      |                      |                      |                      |
| 1984-1985  | Whalers de Binghamton      | LAH        | 18  | 3                | 3                | 6                | 9                | 8                | 4  | 1                    | 5                    | 16                   |                      |                      |
| 1985-1986  | Komets de Fort Wayne       | LIH        | 82  | 44               | 40               | 84               | 48               | 15               | 10 | 8                    | 18                   | 6                    |                      |                      |
| 1986-1987  | Canadiens de Sherbrooke    | LAH        | 75  | 36               | 29               | 65               | 44               | 17               | 7  | 13                   | 20                   | 10                   |                      |                      |
| 1986-1987  | Jets de Winnipeg           | LNH        | 2   | 0                | 0                | 0                | 0                |                  |    |                      |                      |                      |                      |                      |
| 1987-1988  | Hawks de Moncton           | LAH        | 68  | 40               | 47               | 87               | 51               |                  |    |                      |                      |                      |                      |                      |
| 1987-1988  | Jets de Winnipeg           | LNH        | 13  | 3                | 2                | 5                | 15               | 4                | 1  | 0                    | 1                    | 10                   |                      |                      |
| 1988-1989  | Jets de Winnipeg           | LNH        | 64  | 5                | 3                | 8                | 38               |                  |    |                      |                      |                      |                      |                      |
| 1989-1990  | Penguins de Pittsburgh     | LNH        | 61  | 5                | 11               | 16               | 54               |                  |    |                      |                      |                      |                      |                      |
| 1990-1991  | Penguins de Pittsburgh     | LNH        | 72  | 15               | 10               | 25               | 51               | 16               | 1  | 0                    | 1                    | 14                   |                      |                      |
| 1991-1992  | Kings de Los Angeles       | LNH        | 33  | 3                | 6                | 9                | 14               |                  |    |                      |                      |                      |                      |                      |
| 1991-1992  | Rangers de New York        | LNH        | 40  | 7                | 7                | 14               | 14               | 13               | 1  | 2                    | 3                    | 2                    |                      |                      |
| 1992-1993  | Rangers de New York        | LNH        | 33  | 3                | 2                | 5                | 8                |                  |    |                      |                      |                      |                      |                      |
| 1992-1993  | Lightning de Tampa Bay     | LNH        | 11  | 0                | 2                | 2                | 6                |                  |    |                      |                      |                      |                      |                      |
| 1993-1994  | Panthers de la Floride     | LNH        | 20  | 4                | 4                | 8                | 16               |                  |    |                      |                      |                      |                      |                      |
| 1993-1994  | Jets de Winnipeg           | LNH        | 40  | 3                | 3                | 6                | 34               |                  |    |                      |                      |                      |                      |                      |
| 1994-1995  | Jets de Winnipeg           | LNH        | 44  | 5                | 6                | 11               | 52               |                  |    |                      |                      |                      |                      |                      |
| 1995-1996  | Jets de Winnipeg           | LNH        | 22  | 2                | 3                | 5                | 12               |                  |    |                      |                      |                      |                      |                      |
| 1996-1997  | Moose du Manitoba          | LIH        | 79  | 21               | 24               | 45               | 101              |                  |    |                      |                      |                      |                      |                      |
| 1997-1998  | Moose du Manitoba          | LIH        | 22  | 4                | 2                | 6                | 14               |                  |    |                      |                      |                      |                      |                      |
| Totaux LNH | Totaux LNH                 | Totaux LNH | 457 | 55               | 60               | 115              | 314              | 33               | 3  | 2                    | 5                    | 26                   |                      |                      |